# Tolosa (stacja kolejowa)
Tolosa (hiszp: Estación de Tolosa, bask: Tolosako geltokia) – stacja kolejowa w miejscowości Tolosa, w prowincji Gipuzkoa, we wspólnocie autonomicznej Kraj Basków, w Hiszpanii. Jest obsługiwana przez pociągi linii C-1 Cercanías San Sebastián.

## Położenie stacji
Znajduje się na 596,907 km linii Madryt – Hendaye rozstawu normalnotorowego, na wysokości 80 m n.p.m. Linia jest dwutorowa i zelektryfikowana.

## Historia
Stacja została otwarta w dniu 1 września 1863 wraz z uruchomieniem odcinka Beasain-San Sebastián linii Madryt-Hendaye. Stację jak i linię wybudowała Compañía de los Caminos de Hierro del Norte de España, która zarządzała linią do 1941 roku kiedy nastąpiła nacjonalizacja kolei w Hiszpanii i włączono ją do nowo utworzonego RENFE.
Od 31 grudnia 2004 infrastrukturą kolejową zarządza Adif.

## Linie kolejowe
- Madryt – Hendaye